# Giao hưởng số 17 (Mozart)

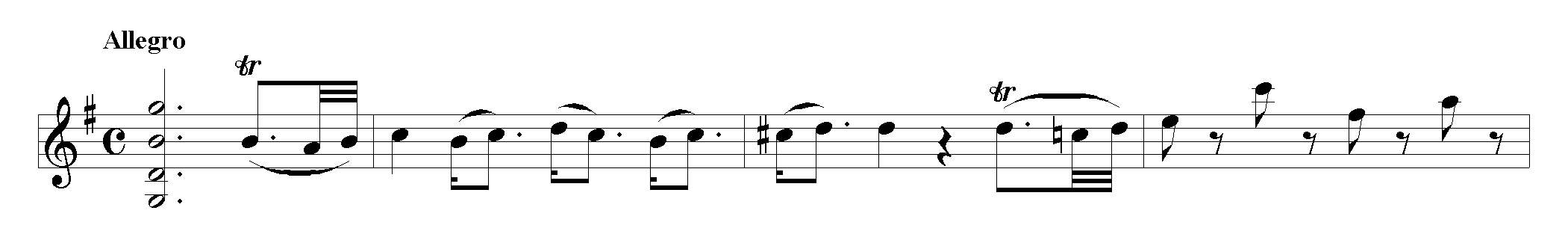
Phần mở đầu bản giao hưởng số 17 của Mozart

Giao hưởng số 17 cung Sol trưởng, K. 129 là bản giao hưởng của nhà soạn nhạc người Áo Wolfgang Amadeus Mozart. Đây là bản giao hưởng thứ hai trong số 3 bản giao hưởng mà Mozart hoàn thành trong tháng 5 năm 1772, khi ông 16 tuổi. Nhưng có thể một vài đoạn của tác phẩm này đã được viết sớm hơn. Mozart đã viết bản giao hưởng này trong 3 chương nhạc và dành cho 2 oboe, 2 horn và đàn dây. Các chương nhạc đó là:
1. Allegro, nhịp 4/4
2. Andante, nhịp 2/4
3. Allegro, nhịp 3/8

Chương 1 của tác phẩm đáng chú ý vì trong đó có crescendo Mannheim, trong khi đó chương 2 thì lại có thêm đoạn violin chơi độc tấu.

## Âm thanh
| Bản giao hưởng số 17 của Mozart |  |
|                                 |  |
|                                 |  |